# Усвеча
Усвеча или Усвече (блр. Усвечча; рус. Усвечче) језеро је у Расонском рејону Витепске области, на крајњем северу Републике Белорусије. Језеро се налази на око 17 км североисточно од варошице Расони, у басену реке Нишче (десне притоке реке Дрисе).
Повртшина језера је 4,2 км², максимална дужина до 2,98 км, ширина до 2,12 км. Укупна дужина обалне линије је 8,2 км, а запремина до 8,08 милиона м³. Површина сливног подручја је 22,8 км².
Језеро је еутрофног типа.